# Saint-Vérand, Saône-et-Loire
Saint-Vérand là một xã ở tỉnh Saône-et-Loire trong vùng Bourgogne nước Pháp.

## Thông tin nhân khẩu
Theo điều tra dân số năm 1999, xã này có dân số 182 người.
Dân số năm 2006 ước khoảng 183 người.